# Sphaerellopsis
Sphaerellopsis is een geslacht van schimmels uit de familie Phaeosphaeriaceae. De typesoort is Sphaerellopsis quercuum.

## Soorten
Volgens Index Fungorum telt het geslacht acht soorten (peildatum april 2024):
| Soortnaam                              | Auteur(s)                              | Publicatiejaar |
| -------------------------------------- | -------------------------------------- | -------------- |
| Sphaerellopsis anomala                 | Nag Raj                                | 1993           |
| Sphaerellopsis artemisiae              | Doilom, W. Dong, K.D. Hyde & C.F. Liao | 2021           |
| Sphaerellopsis filum (Roestparasietje) | (Biv.) B. Sutton                       | 1977           |
| Sphaerellopsis hakeae                  | Crous                                  | 2016           |
| Sphaerellopsis isthmospora             | A. Karun., Phookamsak & K.D. Hyde      | 2019           |
| Sphaerellopsis macroconidialis         | Crous & Trakun.                        | 2014           |
| Sphaerellopsis paraphysata             | Crous & Alfenas                        | 2014           |
| Sphaerellopsis quercuum                | Cooke                                  | 1883           |